# Себиони (Кампобасо)
Себиони је насеље у Италији у округу Кампобасо, региону Молизе.
Према процени из 2011. у насељу је живело 204 становника. Насеље се налази на надморској висини од 565 м.